# Апоплексія
Апопле́ксія, апоплектичний інсульт[джерело?], «удар» (грец. ἀποπληξία (апопле́ксія) від άποπλήσοω – вражаю, приголомшую) — застарілий термін[джерело?], який означає невідкладний стан, що настає внаслідок крововиливу до внутрішніх органів (наприклад, головний мозок, яєчник, під оболони мозку). Наразі замість терміна «апоплексія мозку» використовують поняття інсульт, тоді як назва апоплексія входить до означення крововиливу в інші органи.

## Клінічні прояви
Клінічні прояви залежать у першу чергу від органа, в якому відбувся патологічний процес.
Хворий раптово непритомніє, обличчя його стає багрово-червоним або, навпаки, блідим; дихання «хрипляче», часте, пульс уповільнений, напружений; часто буває блювання, іноді криваве; сечовиділення й випорожнення затримане або стає мимовільним; зіниці на світло не реагують. Такий стан триває від кількох годин до 2—3 діб і іноді закінчується смертю. Тонус м'язів і рефлекси спочатку знижені, пізніше підвищуються.
Апоплексія призводить до паралічу половини тіла або окремих кінцівок, паралічу лицьового нерва (перекривлення рота), розладів чутливості, зору, слуху, до порушення мови.
Апоплексія настає при підвищеному кров'яному тиску, при атеросклерозі, на ґрунті сифілітичних уражень судин головного мозку, при травмах тощо.
Іноді крововилив відбувається при просочуванні крові крізь непошкоджену стінку судин. Кров, що вилилась з судин, здавлює мозкову тканину, яка пізніше руйнується. Безпосередньою причиною апоплексії найчастіше є мігрень лобної долі або емоційне напруження.

## Лікування
Повний спокій, вдихання кисню, призначення серцевих засобів та засобів, що знижують кров'яний тиск. Лікування наслідків апоплексії — масаж, гімнастика, фізіотерапія.